# حمل عكسي
الحمل العكسي (بالإنجليزية Backporting) هو أخذ أجزاء من إصدار حديث لنظام برمجي أو مكوِّن من برنامج وحمله إلى إصدار أقدم من نفس البرنامج. يعدّ الحمل العكسي جزءا من مرحلة الصّيانة في عملية تطوير البرامج، ويُستخدَم بكثرة لإصلاح الثغرات الأمنية في الإصدارات البرمجية الأقدم وكذلك لتوفير الميزات الجديدة في الإصدارات القديمة.